# Caracol
Caracol maja romváros. A név spanyol, jelentése „csiga”; az eredeti maja név Uxwitza, jelentése, „Három Hegy Víz”. Belize és Guatemala határán fekszik, és az ottani legnagyobb régészeti lelőhely és turistacélpont. Caracol területe meghaladta a 200 négyzetkilométert, a LIDAR által szolgáltatott adatok szerint, tehát nagyobb volt a területe, mint Belizevárosnak.
Caracolt már I. e. 600 körül lakták.
A klasszikus kori várost Te' K'ab Chaak (kb. 331-349) alapította. Utódairól azonban alig tudunk valamit, egészen I. Yajaw Te' K'inich (484-514 után) 484-ben esett trónra lépéséig. Vele kezdődött az írásos caracoli történelem. I. Yajaw Te' K' inich 514 után elveszett a forrásokból. 531-ben iktatták be a fiát, I. K'an-t (531-534 után). 534-ben állított 16. sztéléjén érthetetlen okokból említi Copán királyát, Bahlam Nehnt (524-532).
Utóda és fia, II. Yajaw Te' K'inich (553-593 után) uralma legelején a 76 km-re északnyugatra fekvő Tikal helyett Calakmult választotta hűbérurának, ezért Tikal „bárdal sújtott le” (ch'ak) egykori vazallusára. 562-ben emiatt segített Calakmulnak Tikaltlegyőzni és annak hatalmát megtörni,  s a Naranjót a 626-tól 631-ig tartó háborúban calakmuli segítséggel legyőző II. K'an (618-658). Ez utóbbi király alatt a város a aranykorát élte, a társadalom miden rétegének jutott a megszerzett javakból. Caracol népessége ekkor érte el a közel 200 000-et. Utóda, hangzatos nevet viselő II. K'ahk' Ujol K'inich (658-680 után) nem is biztos, hogy II. K'an fia volt. Uralkodása alatt Naranjo újból függetlenedett, és lerohanta Caracolt. 
II. K'ahk' Ujol K'inich 680 után eltűnt. Caracol 118 évig tartó sötét kora elkezdődött, ezalatt a városról szinte semmit sem tudunk. 
A klasszikus kor végső fázisában (800–909) azonban K'inich Joy K'awiil (799-803 után) és K'inich Tobiil Yopaat (810 előtt-830 után) uralkodása alatt a település újra magára talált. 
A 10. bak'tun (830) után viszont a várost, hasonlóan a többi klasszikus kori maja városhoz, magával ragadta a vég, aminek okozója lehetett társadalmi feszültség, túlnépesedés, vagy külső támadás. A város utolsó királya, a XIII. király 859-ben bukkant fel. A várost még egy ideig lakták, utolsó lakói 1000 körül hagyták el.
1931-ben egy favágó fedezte fel, azóta ásatások folynak a környéken.

## Története

### A preklasszikus korban
Caracol legkésőbb I. e. 600 táján már lakott volt.

### A kora klasszikus korban
A város első ismert királyát, Te' K'ab Chaak-ot (kb. 331-349) két késő klasszikus kori szöveg említi. Az egyik szerint 331-ben, a másik szerint 349-ben uralkodott. Az, hogy utódai mindig tisztelték, azt sugallja, hogy a Caracoli dinasztia ősapját látták benne.

A 20. sztélé felső részén egy ismeretlen caracoli király és az esemény dátuma, 8.18.4.4.14., vagyis 400 látható.

Közvetlen utódairól nagyon keveset tudunk. A 23. sztélé feliratának megmaradt darabja ír egy királyról 361 és 420 között, akinek a neve tartalmazza a „yajaw te'” formulát, ami azt jelenti: „a fa ura”. A Yajaw Te' K'inich név gyakran használt uralkodói név Caracolban. A 20. sztélé nemrég megkerült felső darabján 400-ban történt trónra lépés látható, az uralkodó neve azonban ismerentlen.
Egyetlen emlékművét sem ismerjük I. K'ahk Ujol K'inich (470 körül) idejéből, akinek a helye bizonytalan a dinasztikus kronológiában. Két szövegben bukkan fel a neve: a 6. századi 16. sztélé királylistáján s övként a későbbi 6. sztélén. 
Caracol írásos történelme gyakorlatilag I. Yajaw Te' K'inich (484-514 után) trónra lépésével kezdődik 484-ben. A 9.4.0.0.0. k'atunvég (a maja naptárban egy kb. 20 éves ciklus lezárása) (514) alkalmából állított 13. sztélé a Caracolt a következő évszázadban jellemző merev és konzervatív királyportréstílusnak. Vésett feliratát teljesen olvashatatlanná koptatta a trópusi időjárás, pedig a király szüleinek és talán nagyszüleinek nevét tartalmazta.
I. Yajaw Te' K'inich-et fia és utóda, I. K'an (531-534 után) 531-ben követte a trónon. Az általa állíttatott 16. sztélét és 14. oltárt az ún. „A6-épület” melletti sztélélerakatban találták meg. A sztélét palából faragták, amiből a közeli Maya-hegységben sok fordul elő. A szemcsés kőzet könnyen törik, ez történt a 16. sztélével is, így feliratának nagyja olvashatatlan. I. K'an beiktatása egy magasabb rangú úr „felügyelete alatt” történt, de nem tudjuk, hogy a város isteni patrónusáról, vagy a helyi „főkirály”-ról (Az ún. „főkirály” egy olyan király a maja világban, akinek a városa körül levő térséget uralma alatt tartja, és az azon a területen levő városok királyainak beiktatása az ő „felügyelete alatt” történik, pl.: Quiriguá királyát Copán királyának „felügyelete alatt” iktatták be az 5.-8. században, tehát Copán királya volt Quiriguá környékén a „főkirály”.) van szó. A vésett felirat eztán szól egy máshol nem említett támadásról, melynek során Caracolra „lesújtott a bárd” (ch'ak), s említi Tikal és Calakmul uralkodójának nevét. Megállapíthatatlan viszont, hogy melyik caracoli király országlása alatt, illetve hogy mikor történt a támadás, ugyanis a caracoli emlékművek gyakorta a múltban történt eseményeket taglal. I. K'an egyetlen k'atunfordulójára, a 9.5.0.0.0.-ra (534) állított 16. sztéléje érthetetlen okok miatt megemlíti Bahlam Nehnt (524-532), Copán akkori királyát. Tán a király rokona vagy szövetségese volt.

### Caracol fénykora
I. K'an fiának, II. Yajaw Te' K'inich (553-593 után) hatalomra jutásával a Caracol kora klasszikus kori pozícióját illetően letisztul a kép. Az új király regnálásának első néhány évét teljes politkai és katonai felfordulás határozta meg, ennek következtében Caracol 

### A "Caracoli reneszánsz"

Unacal és Bital megkötözött urai

### A bukás
A 880-as évek és 1000 között a nagyváros elnéptelenedett. Nem aszály miatt, hanem az elit óriási vagyonokat halmozott fel, és kiéleződtek a társadalmi ellentétek. A 9. század végén a palota is leégett, majd a társadalmi feszültségek, esetleg külső támadások miatt végleg leáldozott a csillaga.

### Kronológia
| Év | Esemény |
| -- | ------- |
|    |         |

## Maja romok
Két labdapálya, egy akropolisz, épületek, templomok, paloták, víztározók és szent helyek lalálhatók itt. Az egyik legfigyelemreméltóbb felfedezés az, hogy sok nő is magas rangot viselt itt. Habár a térség műemlékein nem sokszor szerepelnek, a feltárt részek azt mutatják, hogy előkelő sírokba temették őket. Az ásatások piramisokat, királyi sírokat, lakásokat, műemlékeket és labdapályát tártak fel, valamint olyan tárgyakat, mint a kerámia, falfestmények, oltárok és faragványok. Az előzetes felmérések azt sugallták, hogy a város területe meghaladhatja Tikalét. Számos kövezett töltést, műemléket, sírt, mezőgazdasági teraszt, és lakóházat tártak már fel az eldugott helyen.

### A Caana-piramis
Talán a legismertebb látványosság Caracolban a Caana-piramis, Belize legmagasabb ember alkotta építménye. A település fölé tornyosul körülbelül 43 méter magasságban. A sztélé, az egyelőre azonosítatlan sírok, a hieroglifikus feliratok és a bonyolult építészeti részletek kitöltik az üregeket.
- A Caana-piramisegyüttes modellje
- Az egyik piramis teteje
- A piramisok 2010-ben
- A piramis felső terasza
- Stukkó az egyik piramis oldalán

## Kutatások
1938-ban egy favágó az akkori Brit Hondurasban (ma Belize) tevékenykedett, és rábukkant Caracol romjaira. A felfedezett romokat először 1952–53-ban vizsgálták meg a régészek, de csak 1985-ben kezdték meg a dzsungel helyének feltárását és feltárását, kezdetben Diane Chase és Arlen Chase régészek által vezetett csapat a Közép-Floridai Egyetemen.
Eleinte a régészek Indiana Jones mintájára bozótvágó késsel vágtak maguknak ösvényt, lépésről lépésre haladtak, mintákat vettek, de az ősi lelőhely méretéről sejtelmük se volt. Ám a LIDAR, vagyis a lézeralapú távérzékelő berendezés kifejlesztése után azonban mindez megváltozott. 2009-ben és 2013-ban Guatemala felett egy LIDAR-ral felszerelt repülővel a régészek feltérképezték Caracolt. A kibocsátott több milliárd lézerimpulzus áthatolt a sűrű lombtakarón, és domborzati térképet készített a klasszikus kori (300–900) maja romvárosról. Feltárultak az építmények, és kiderült, hogy Caracol területe nem kisebb, mint 200 km2, tehát valójában a maja civilizáció nagyobb volt, mint hitték. A kutatás folytatódik.